# Terrance Dicks
Terrance Dicks (East Ham, Essex, 10 de mayo de 1935-29 de agosto de 2019) fue un escritor inglés, más conocido por su trabajo en televisión y por ser autor de un gran número de libros infantiles durante los años 1970 y 1980.

## Primeros años
Tras dejar la escuela, Dicks estudió inglés en Downing College, Cambridge, y después hizo dos años de servicio militar en la Armada Británica. Tras licenciarse, trabajó cinco años como copywriter publicitario, y comenzó a escribir guiones radiofónicos para la BBC en su tiempo libre.
Su lanzamiento a la televisión llegó cuando su amigo Malcolm Hulke le pidió ayuda para escribir un episodio de la popular serie de la ITV Los vengadores. También escribió para la popular soap opera de la ATV Crossroads.

## Doctor Who
En 1968 fue empleado como asistente del editor de guiones en la popular serie de ciencia ficción de la BBC Doctor Who. Dicks se convertiría en el propio editor de guiones principal del programa al año siguiente, siendo su primer trabajo como guionista en colaboración con Hulke la superproducción épica de diez episodios The War Games que finalizaba la sexta temporada y la etapa del Segundo Doctor (Patrick Troughton). Sin embargo, también había sido, sin acreditar, coautor de The Seeds of Death un poco antes en la misma temporada, al hacer un trabajo extensivo de reescritura de los guiones originales de Brian Hayles.
Dicks formó una sólida relación laboral con el nuevo productor de Doctor Who, Barry Letts, trabajando como editor de guiones en las cinco temporadas que Letts estuvo a cargo del programa de 1970 a 1974. Tras la marcha, Dicks continuó trabajando para el programa, escribiendo cuatro guiones para su sucesor como editor de guiones, Robert Holmes: Robot, The Brain of Morbius, Horror of Fang Rock y The Vampire Mutation (este último no se llegó a filmar).
Dicks trabajó extensivamente para las novelizaciones de Doctor Who de Target Books, escribiendo más de sesenta de las publicaciones de la compañía. Como Dicks explica en el documental Built for War del DVD del serial The Sontaran Experiment en 2006, trabajó como el editor extraoficial de la línea de Target Books. En este papel, intentaría animar al autor del guion original a que escribiera el libro cuando fuera posible, pero si no podía o no quería, entonces Dicks acababa escribiendo los libros él mismo (aunque también contrató a otros escritores, incluyendo al actor Ian Marter y al antiguo productor de la serie Philip Hinchcliffe). En una ocasión, como Dicks recuerda en el documental, había contratado a Robert Holmes para escribir su novelización de The Time Warrior, pero cuando Holmes dejó el proyecto tras escribir sólo un episodio, fue Dicks quien completó el trabajo. En contratar a los guionistas originales Dicks tendría más suerte en los seriales más recientes, y al final solo tuvo que adaptar una historia del Sexto Doctor, The Mysterious Planet, de nuevo reemplazando a Robert Holmes, que había muerto poco después de escribir el serial original. Su nombre no aparece en ninguna novelización del Séptimo Doctor. Había planeado novelizar la obra teatral Doctor Who - The Ultimate Adventure, pero nunca se publicó.
Fue a través de su trabajo en Doctor Who como Dicks se convirtió en escritor de literatura infantil, publicando muchos títulos de éxito en los setenta y ochenta. En 1980, Dicks volvió a aparecer en Doctor Who cuando escribió State of Decay para la 18.ª temporada, que era una reescritura de la historia The Vampire Mutation que se había preparado para la temporada 15, pero que se cambió por Horror of Fang Rock cuando en la misma época la BBC emitió una adaptación de El conde Dracula y quiso evitar las comparaciones entre ambas. La última colaboración de Dicks para la serie fue el especial del 20 aniversario The Five Doctors (1983).
A principios de los ochenta volvió a trabajar como editor de guiones para Barry Letts, esta vez en la producción Sunday Classics, serie de dramatizaciones de época. Cuando Letts abandonó la BBC en 1985, Dicks sucedió a su colega como productor de la serie, dirigiendo adaptaciones Oliver Twist, David Copperfield y Vanity Fair antes de marcharse él mismo en 1988, cancelándose entonces la serie.
Durante los noventa, Dicks colaboró con la línea de Virgin Publishing de novelas originales de Doctor Who titulada New Adventures, que continuaban donde lo dejó la serie cancelada en 1989. Escribió tres novelas para Virgin y siguió escribiendo ocasionalmente para la franquicia después de que BBC Books se hiciera con la licencia en 1997. Escribió la primera novela del Octavo Doctor, The Eight Doctors, que en su momento fue la novela de Doctor Who más vendida hasta la fecha. Su libro World Game con el Segundo Doctor está ambientado en la "temporada 6B2, periodo que se originó a partir de las teorías de los fanes. Sus aportaciones más recientes a la franquicia son los libros Quick Reads titulados Made of Steel y Revenge of the Judoon, ambos protagonizados por el Décimo Doctor y Martha Jones.
Entre otros trabajos se incluyen dos obras de teatro de Doctor Who, Doctor Who and the Daleks in the Seven Keys to Doomsday (1974) y Doctor Who - The Ultimate Adventure (1989); cocrear y escribir para la corta serie de ciencia ficción de la BBC Moonbase 3 (1973) y colaborar con la serie de ciencia ficción de la ITV Space: 1999. También escribió un audiodramático para Big Finish Productions  titulado Sarah Jane Smith: Comeback, que fue el primero protagonizado por la antigua acompañante Sarah Jane Smith y se publicó en agosto de 2002.

## Autor infantil
En 1976, Dicks escribió una trilogía de libros publicada por Target Books titulada The Mounties sobre un recluta en la Policía Montada de Canadá. Le siguió otra trilogía entre 1979 y 1983 titulada Star Quest.
En 1978, Dicks comenzó una serie de libros titulada The Baker Street Irregulars, que acabó extendiéndose a diez libros, el último publicado en 1987. En 1981, comenzó otra serie de terror infantil con Cry Vampire, coincidiendo con su novelización del serial de vampiros de Doctor Who State of Decay.
En 1987, Dicks comenzó una nueva serie de libros para niños muy pequeños titulada T. R. Bear, que se extendió siete libros. Les siguió la serie de Sally Ann sobre un resuelto monigote, Magnificent Max, sobre un gato, y The Adventures of Goliath, sobre un golden retriever. La serie de Goliath es la más extensa de Dicks, con 18 libros. Otros cinco libros sobre un San Bernardo conformaron la serie Harvey.
En 1988, publicó Jonathan's Ghost y tres secuelas, y los tres libros de MacMagic en 1990. En 1993 publicó The Littlest Dinosaur, y en 1994, The Littlest on Guard. Otros trabajos de 1994 incluyen Woof! the Never Ending Tale, la serie Cold Blood (cuatro libros), y Chronicles of a Computer Game Addict (cuatro libros). Entre 1998 y 2000, Dicks produjo la trilogía Changing Universe. Desde entonces, estuvo trabajando en la serie The Unexplained con doce libros.
Además de su gran cantidad de trabajo en ficción, Dicks también escribió varios libros no ficticios para niños, incluyendo Europe United, A Riot of Writers, Uproar in the House, A Right Royal History y The Good, the Bad and the Ghastly.

## Fallecimiento
Terrance Dicks murió el 29 de agosto de 2019, a la edad de 84 años. Su fallecimiento causó impacto entre la comunidad de artistas y fanáticos relacionados con Doctor Who, gracias a su trabajo en la longeva franquicia de ciencia ficción.

## Vida personal
Dicks residía en Hampstead, Londres. Estaba casado y tenía tres hijos.